# Милица Милисављевић Дугалић
Милица Милисављевић Дугалић (Косовска Митровица, 5. јун 1956) српска је певачица. Позната је као интерпретаторка етно музике са Косова и Метохије.

## Биографија
Рођена је у Косовској Митровици, где је завршила основну школу и гимназију. Дипломирала је новинарство на Универзитету у Приштини, али њен живот је потпуно у знаку традиционалне музике са Косова и Метохије. До НАТО бомбардовања Југославије живела је у Приштини.

## Такмичења, фестивали, награде

### Период 1971—1979.
Милица Милисављевић Дугалић је 1971. године била најмлађи победник музичког такмичења „Максиметар“ Телевизије Београд. Исте године, снимила је сингл плочу са две песме Радослава Граића. Учествује на фестивалу „Суботица - Омладина“, на коме добија награду за најбољу интерпретацију.
На фестивалу „Акорди Косова“ у Приштини, 1977. године осваја Прву награду стручног жирија са песмом „Дар пролећа“ Синана Алимановића. Од 1977. године, као вокалног солисту, ангажује је приштинска група „Косовски божури“. Са њима наступа на данима југословенске рок музике у Опатији 1978. и 1979. године.
Исте године, на фестивалу „Акорди Косова“ осваја трећу награду за песму „Хирошима“, Синана Алимановића и Мирка Гашија.

### Период 1980—1990.
Солистичку каријеру наставља наступом на фестивалу „Призрен 1980“ где осваја другу награду жирија и публике. Следе наступи на фестивалу „Акорди Косова“ 1981. и 1982. године где осваја златне и сребрне микрофоне од удружења естрадних радника Косова и Метохије. За песму „Не враћај се капитане“ Звонка Шпишића, добија другу награду стручног жирија - сребрни микрофон.
У Новом Саду 1983. године на Југовизији Газменд Паласка и Милица представљају РТП студио с песмом „Dashuria në lulëzim“. На фестивалу „Сплит“ 1985. године, одлуком жирија музичких РТВ станица и РТВ ревија као најуспешнијем дебитанту, добија плакету „Далмација - бисер у оку“, за песму „Лијепо си ми говорио оче“ Јакше Фиаменга и Северина Кајтазија. За најбољи хит „Погрешан број“ Синана Алимановића, 1985. године, добија златни микрофон од приштинског радија.
За успехе у обављању уметничко естрадне делатности, 1986. године добија плакету „Естрадну награду Југославије“ од Миљенка Прохаске, председника савеза естрадних уметника Југославије, а такође добитник је и „Естрадне награде Косова и Метохије“. У Приштини на Југовизији 1986. године са колегама ТВ Приштина представља студио када освајају седмо место са 27 поена.

### Период 1991—1999.
На такмичењу „Избор за песму Евровизије“, 9. марта 1991. године у Сарајеву, први пут солистички представља студио ТВ Приштина с песмом „Шта ће небо рећи љубави“, Миливоја Златковића и Звонимира Скерла. Након наступа у Сарајеву, Милица престаје да снима песме забавног жанра али не и да их изводи. Почиње да снима традиционалне песме Косова и Метохије за трајну фонотеку народне редакције Радио Приштине.
На концерту најслушанијих песама у региону, „Супер, жими ти“ 1992. године у Нишу, у Дому Војске Србије, Милица је наступала са песмом „Теците сузе моје“ Славка Стефановића - Славконија. Деведесетих година, Милица је активно наступила на културно музичким догађајима широм Косова и Метохије, да би 1999. године напустила свој родни град са породицом и преселила се за Београд.

### Период 2000—данас
Након дугогодишње певачке каријере, крајем 2008. године Милица издаје албум „Нечујна звона“ који је за њу обрадио, аранжирао и одсвирао Ненад Милосављевић Неша Галија.
На фестивалу „Сунчане скале“ у Херцег Новом, 2009. године добија „Принчеву награду“ за Најбољи албум у окружењу. На позив Главног града Црне Горе 2009. године Милица одржава први солистички концерт у оквиру ДЕУС-а у културном центру „ Будо Томовић“.
За хуманитарни рад, добила је плакету „Велико срце РТС-а“ и „Златник“ од принцезе Катарине Карађорђевић за „Пут хуманизма“ . На традиционалној културној манифестацији „ Јефимијини дани“ 2011. године у Трстенику, јавним наступом још једном промовише традиционалне песме косовске песме. Године 2012, поводом 30 година радио Косовска Митровица, добија повељу „Чувар радија - Док ми постојимо, Ви трајете“. На позив Владине канцеларије за КиМ 2013. године наступа на свечаном отварању 58. Међународног Сајму књига у Београду и добија захвалницу за учешће од Министарства за културу Србије и Владине канцеларије за Косово и Метохију. На прослави „700 година манастира Бањска“, уз посебно покровитељство Канцеларије за КиМ Владе Републике Србије, Милица је дала свој допринос извођењем традиционалних косовских песама.
У београдском Дому Синдиката добија статуу „Београдски победник“ за неговање изворног звука и старе добре песме.
У Сава центру на хуманитарном концерту фолклора „У сусрет Видовдану“ 22.06.2014, Милица је извела две косметске песме уз пратњу Народног ансамбла РТС-а. Исте године одлуком гласова публике и стручног жирија ревије, добија другу статуу „Београдски победник“ у категорији „Најбољи извођач традиционалне музике јужног Балкана“.
За дугогодишњи рад и очување изворне косметске песме, уручена јој је плакета „Почасни грађанин“ у Косовској Митровици.
На манифестацији Балканских музичких награда 22. јануара 2015. године, преузима признање за допринос у развоју балканске музике. На Међународном Врњачком карневалу 2015. додељена јој је награда за животно дело, за допринос etno музици Косова и Метохије. Потом је објавила компакт диск „Филиграни с југа “ за ПГП РТС који је ауторски обележила рок музичарка Лана Токовић. Овај ЦД је објављен као прво издање дигиталне дистрибуције ПГП РТС-а, а затим и као физичко издање.
У марту 2016. године, у организацији Николе Радановића, гостује у Минхену на фестивалу „Дани Балкана“ те изводи солистичке нумере са свог репертоара. Исте године у септембру, на радост домаће публике одржава први солистички концерт у Коларчевој задужбини који су помогли Привремени орган Општине Косовска Митровица и ЈП Мрежа Мост. Убрзо од СЕМУС-а добија естрадну плакету за унапређење музичке уметности и диплому о статусу естрадног уметника у Србији. Недуго затим, у марту 2017. године на манифестацији Балканских музичких награда добија још једно њихово признање за неговање етно звука на балканском поднебљу. Желећи да вокално оправда сопствени ауторски рад, поводом Светског дана музике одржава још један концерт у престоничком Етнографском музеју. Затим, она постаје учесница српског ријалити шоу програма Задруга 1 и 3 који је осмислио Жељко Митровић.
Одлуком представника Културно-просветне заједнице Србије, добија златну значку 2020. за несебичан, предан и дуготрајан рад и стваралачки допринос у ширењу културе. Овај догађај је реализован у Народном позоришту уз подршку Министарства спољних послова - управе за сарадњу са Србима у региону.

## Дискографија
- Нечујна звона (2008)